# Tibetischer Rosspanzer
Ein Tibetischer Rosspanzer ist eine Schutzwaffe aus Tibet.

## Beschreibung
Beim Tibetischen Rosspanzer wird eine Lamellenpanzerung auf eine Unterlage aus Leder oder Stoff aufgenäht. Der Hals ist mit einem separaten Rüstungsstück geschützt, das aus zwei Einzelteilen besteht. Der Rossstirn-Schutz ist aus Leder, auf dem stählerne Nieten dicht nebeneinander befestigt sind. Oft sind die Pferderüstungen mit Farben verziert. 

## Verwendung
Tibetische Rosspanzer wurden wahrscheinlich bereits zur Zeit der Tang-Dynastie verwendet. Tests des Metropolitan Museum ergaben, dass die dort vorhandenen Exemplare aus der Zeit vom 15. bis zum 17. Jahrhundert stammen. Diese Form der Pferderüstung kam nur in Tibet vor, ähnliche Lamellenpanzer für Pferde wurden aber auch in China verwendet.